# Joe McCarthy (Manager)
Joseph Vincent McCarthy (* 21. April 1887 in Philadelphia, Pennsylvania; † 13. Januar 1978 in Buffalo, New York) war ein US-amerikanischer Baseballmanager in der Major League Baseball (MLB). Sein Spitzname war Marse Joe.

## Leben
Joe McCarthy wuchs in Germantown, Pennsylvania auf. Seine Karriere als Profibaseballspieler führte ihn nie in die Major Leagues, alle Spielerstationen befanden sich nur auf dem Level der Minor Leagues. Auch seine ersten Erfahrungen als Manager machte McCarthy auf den niedrigen Stufen des Profibaseballs. Aufmerksam wurde man auf ihn als Manager in Louisville, Kentucky, wo er maßgeblich an der Entwicklung von Earle Combs beteiligt war.
1926 bekam er den Managerposten der Chicago Cubs, mit denen er 1929 den Titel in der National League gewinnen konnte. 1930 wurde er von den Cubs gefeuert.
Die New York Yankees übernahm er 1931. Viele im Umfeld dachten, dass Babe Ruth den Managerposten übernehmen sollte. McCarthy und Ruth wurden im Laufe ihrer gemeinsamen Karriere keine Freunde, aber die restlichen Spieler standen auf der Seite McCarthys. 
Bereits 1932 konnten die Yankees die World Series gewinnen, ausgerechnet gegen den Ex-Club von McCarthy, die Chicago Cubs. Weitere sechs Titelgewinne sollten folgen.
Am 24. Mai 1946 gab McCarthy seinen Job bei den Yankees auf. Mit dem neuen General Manager der Yankees, Larry McPhail, gab es keine so gute Zusammenarbeit wie mit dessen Vorgänger Ed Barrow.
Zum Abschluss seiner Karriere heuerte McCarthy 1948 bei den Boston Red Sox an, bevor er 1950 seine Karriere beendete.
In seiner 24-jährigen Managerkarriere erreichte McCarthy mit 61,7 % den höchsten Gewinnprozentsatz als Manager in der Geschichte der Major League. Auch den Rekord von sieben gewonnenen World-Series-Titeln hält er gemeinsam mit Casey Stengel.
1957 wurde Joe McCarthy in die Baseball Hall of Fame gewählt.
In der Filmbiografie Der große Wurf wird McCarthy von Harry Harvey Sr. dargestellt.